# Miguel Antonio Medina Medina
Miguel Antonio Medina Medina (Tenza, Boyacá, 10 de diciembre de 1916-Montería, Córdoba, 20 de mayo de 1972) fue un eclesiástico colombiano de la Iglesia católica. Fue obispo auxiliar de Cali y de Medellín, y obispo de la diócesis de Montería.

## Vida y obra
Nació en el 10 de diciembre de 1916 en el municipio de Tenza, Boyacá, sus padres fueron Moisés y Concepción. Cursó los estudios ecleciasticos en el Seminario Mayor de Tunja y fue ordenado sacerdote por monseñor Joaquín García Benítez el 3 de junio de 1944. fue Párroco de Sogamoso, La Uvita, y Muzo, capellán de varios colegios y profesor del Seminario Mayor.
El 16 de julio de 1952, fue nombrado obispo titular de Cefas y Auxiliar de Cali. Recibió la consagración episcopal el 28 de octubre de 1952 en Bogotá de manos de monseñor Crisanto Luque Sánchez y fue conconsagrante monseñor Tulio Botero Salazar. Tomó posesión en Cali el 30 de diciembre del mismo año.
Trabajó en los campos del apostolado seglar con el fomento de la Acción Católica y de la Acción Social y colaboró en la fundación del Colegio Mayor Santiago de Cali. Le correspondió afrontar los problemas de la gran tragedia del 7 de agosto de 1958, junto a monseñor Julio Cayzedo, el obispo titular, a cuya muerte, ocurrida el 27 de octubre de 1958 fue nombrado vicario capitular.
El 15 de diciembre de 1958, fue nombrado obispo Auxiliar de Medellín por el papa Juan XXIII y tomó posesión el 1 de abril de 1959. Fue nombrado vicario general el 2 de abril con todas las facultades aun las que por derecho están reservadas al obispo y necesitan mandato especial. Tuvo una gran participación en la Gran Misión que fue convocada el 5 de septiembre de 1960. Realizó varias visitas pastorales siendo estas las últimas que se realizaron al estilo tradicional y de las que quedaron actas manuscritas en el archivo de la Cancillería en los libros que desde la fundación de la diócesis se llevaron con las actas correspondientes a cada parroquia.
El 23 de marzo de 1964, el papa Pablo VI lo nombró obispo de Montería y tomó posesión el 31 de mayo del mismo año. Murió el 20 de mayo de 1972 en la casa episcopal en Montería, a los 56 años a causa de un paro cardiaco, sus restos reposan en el templo parroquial de Tenza. Ordenó a 19 sacerdotes en la diócesis de Montería.